# 拉维尼娅·阿加凯

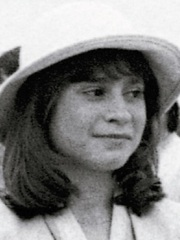
拉维尼娅·阿加凯

拉维尼娅·阿加凯（羅馬尼亞語：Lavinia Agache，1968年2月11日—），罗马尼亚女子竞技体操运动员。她曾代表罗马尼亚获得1984年夏季奥运会体操比赛女子团体全能金牌和跳马铜牌。